# 송상역
송상역(松上驛)은 조선민주주의인민공화국 함경북도 김책시에 위치한 평라선의 철도역이다.

## 연혁
- 1939년 8월 16일: 학중역(鶴中驛)으로 영업 개시[1]
- 일자 불명: 송상역으로 개칭

## 같이 보기
- 조선민주주의인민공화국의 철도